# Renate Schmidt (Politikerin, 1948)
Renate Schmidt (* 4. Juni 1948 in Berlin) ist eine deutsche Politikerin der SPD und war von 1998 bis 2011 Abgeordnete im Landtag von Sachsen-Anhalt.

## Leben und Beruf
Im Jahr 1966 machte sie Abitur mit Berufsausbildung zur Maschinenbauzeichnerin. 1969 wurde Schmidt Ingenieurin für Plasttechnologie und arbeitete bis 1990 als Ingenieurin im VEB Orbitaplast Weißandt-Gölzau. In den Jahren 1990 bis 2003 war sie als Gewerkschaftssekretärin bei der IG BCE tätig.
Renate Schmidt ist geschieden und hat ein Kind.

## Partei
Im Jahr 1991 trat Schmidt in die SPD ein.
Ab 1993 war sie bis zur Fusion der SPD-Kreisverbände 2006 Mitglied des Kreisvorstandes Köthen.

## Abgeordnete
Von 1994 war Schmidt bis zur Auflösung des Kreises Mitglied des Kreistages Köthen.
Sie war von der 3. bis zur 5. Wahlperiode Landtagsabgeordnete und vertrat den Wahlkreis Köthen.
Schmidt vertrat ihre Fraktion im Ausschuss für Bildung, Wissenschaft und Kultur sowie im Ausschuss für Petitionen.

## Sonstiges
- Mitglied der AsF
- Mitglied im Landesvorstand der AfA.
- Mitglied im Landesvorstand des Kinder- und Jugendschutzbundes
- Mitglied in der AWO
- Mitglied im Förderverein FH Anhalt